# Palazzo Grassi

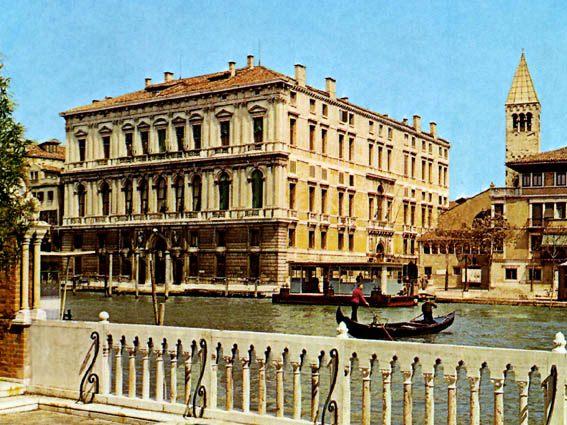
O Palácio Grassi

O Palazzo Grassi (Palácio Grassi), também conhecido como Palazzo Grassi-Stucky) é um imponente edifício de mármore branco, situado no Grande Canal, em Veneza (). Desenhado por Giorgio Massari, foi construído entre 1748 e 1772 para a rica família bolonhesa dos Grassi.
É um edifício tardio entre os palácios do Canal, pois tem um classicismo académico que está fora do contato com o entorno românico bizantino e barroco dos demais palácios venezianos. Tem uma fachada formal, que carece da menor abertura mercantil típica dos seus vizinhos.
Depois da família Grassi vender o palácio em 1840, a sua propriedade passou por diversas mãos. Foi adquirido pelo grupo FIAT em 1983. O seu objetivo era transformar o edifício numa sala de exposições para as artes visuais, que se manteve até aos dias de hoje. Entre 1984 e 1990, Pontus Hultén esteve à frente do museu de arte. Também contem um teatro com capacidade para 600 lugares ao ar livre. Desde 2006, o palácio é propriedade do empresário francês François Pinault, que exibe aqui a sua coleção de arte.
Há rumores que dizem que a família Grassi de Eastchester, Nova Iorque, abriu um processo de compra do palácio para obter novamente a sua posse. No entanto, têm a intenção de manter o seu uso atual para exposições de arte.